# Zielitz
Zielitz – miejscowość i gmina w Niemczech, w kraju związkowym Saksonia-Anhalt, w powiecie Börde, należąca do gminy związkowej Elbe-Heide.
Do 30 czerwca 2007 gmina należała do powiatu Ohre.